# Fernando Altenfelder Silva
Fernando Franco Altenfelder Silva (São Paulo, 28 de dezembro de 1916 — Rio Claro, 1993) foi um antropólogo, arqueólogo, pesquisador e professor universitário brasileiro.
É considerado um dos pioneiros na pesquisa arqueológica e etnográfica no Brasil.

## Biografia
Fernando nasceu na capital paulista, em 1916. Era filho de Manoel Ermírio Altenfelder Silva e de Francisca Franco de Oliveira e o terceiro entre os cinco filhos do casal. Ingressou no curso de graduação em Ciências Políticas e Sociais da Escola Livre de Sociologia e Política (ELSP) de São Paulo, em junho de 1943, concluindo o bacharelado em 1946. Pouco depois, casou-se com Lydia Del Pichia.
Em maio de 1947, foi aceito no mestrado em Ciências Sociais, sob a orientação do antropólogo canadense Kalervo Oberg, onde estudou o povo Terena. Participou de várias pesquisas de campo com Oberg sobre os indígenas no estado de Mato Grosso entre dezembro de 1946 e fevereiro de 1947. Ainda em 1947 foi admitido pela ELSP como professor assistente da cadeira de Antropologia e lecionou também Estatística.
Em agosto de 1949 foi contemplado com uma bolsa de estudos, pelo período de um ano, do Viking Fund e da Columbia University, nos Estados Unidos, para fazer seu doutorado no Departamento de Antropologia daquela universidade. A convite de Donald Pierson participou de projeto de pesquisa sobre  comunidades do Médio São Francisco, no estado da Bahia, onde chegou em janeiro de 1952.

## Carreira
Em 1953, Altenfelder foi convidado pela Universidade Federal do Paraná para reger a cátedra de Antropologia Social da Faculdade de Filosofia, Ciências e Letras, inicialmente pelo prazo de dois anos. Em Curitiba, Altenfelder continuou a redação da monografia sobre o Vale, concluindo o trabalho em abril de 1955. Neste mesmo ano Altenfelder apresentou Análise comparativa de alguns aspectos da estrutura social de duas Comunidades do Vale do São Francisco à Universidade do Paraná, como tese de admissão para Livre-docência naquela universidade. O trabalho foi publicado em 1960, como Xique-Xique e Marrecas: duas comunidades do Médio São Francisco.
Fernando foi também professor titular de Antropologia da extinta Faculdade de Filosofia, Ciências e Letras de Rio Claro de 1959 a 1980. Entre suas várias pesquisas está o mapeamento de sítios arqueológicos na região de Rio Claro. Atualmente existe na cidade uma praça que leva o seu nome. A praça localiza-se próxima à Floresta Estadual, local onde concentrava sua pesquisa. Desse trabalho resultou o resgate de inúmeros objetos de barro e fragmentos cerâmicos tupi-guaranis.

## Morte
Fernando morreu em 1993, em Rio Claro, aos 77 anos.